# Puntagorda
Puntagorda és un municipi de l'illa de La Palma, a les illes Canàries. Està situat al nord-oest de l'illa, en el massís volcànic més antic de l'illa, i té una superfície de 31,10 km².

## Població
| Any  | Població | Densitat  |
| ---- | -------- | --------- |
| 1991 | 1.802    | -         |
| 1996 | 1.798    | -         |
| 2001 | 1.675    | 54.03/km² |
| 2002 | 1.823    | -         |
| 2003 | 1.789    | 57.52/km² |
| 2004 | 1.708    | 54.91/km² |
| 2006 | 1.962    | 63/km²    |